# Танин, Леонид Викторович
Леони́д Ви́кторович Та́нин (род. 22 марта 1947, Киров, РСФСР) — советский и белорусский физик, крупный ученый в области голографии и биомедицинской оптики,  академик Международной инженерной академии (МИА) (2000 г.), член Совета Президентов МИА, Глава Представительства МИА в Республике Беларусь, иностранный член инженерных академий России, Армении, Казахстана. Почетный академик Национальной инженерно академии Республики Казахстан. Лауреат Государственной премии Республики Беларусь в области науки и техники (2013), доктор физико-математических наук (2014), лауреат Спецпремии Президента Республики Беларусь (2015 г.). Заслуженный изобретатель Республики Беларусь (2020 г.), автор 280 научных публикаций, 77 авторских свидетельств и патентов, основатель защитной и художественной голографии в Белоруси. Создатель предприятий ООО «Магия света» и ЗАО «ГОЛОГРАФИЧЕСКАЯ ИНДУСТРИЯ».
ЗАО «ГОЛОГРАФИЧЕСКАЯ ИНДУСТРИЯ» — единственное белорусское предприятие, обладающее разрешением на производство защитных голограмм и кристаллограмм для бланков ценных бумаг.

## Биография
Родился 22 марта 1947 г. в городе Киров, РСФСР в семье учителей.
В 1952 году семья переехала в Белоруссию.
В 1961 году окончил сельскую школу в деревне Студёнка Смолевичского района Минской области с похвальной грамотой.
В 1965 году окончил общеобразовательную среднюю школу № 1 города Жодино с серебряной медалью, а также музыкальную школу (по классу баяна), занимался спортом: плавание, водное поло, шахматы.
В 1965 году Леонид Танин стал студентом физического факультета Ленинградского государственного университета.
В 1967 году записал свою первую отражательную голограмму, будучи студентом второго курса физфака (кафедра оптики и спектроскопии) ЛГУ.
В 1968 году Леонид Танин представлял Ленинградский государственный университет на IX Всемирном фестивале молодёжи и студентов в столице Болгарии,Софии.
В 1971 году после окончания университета Леонид Танин поступил в аспирантуру Ленинградского Физико-технического института имени А. Ф. Иоффе Академии наук СССР (сектор оптики плазмы), куда он был рекомендован Ученым Советом физфака ЛГУ в числе трех лучших выпускников курса.
В 1975 году Танин Л. В. с семьей переехал в Минск и начал работу в Институте физики Академии наук БССР.
В 1976 году успешно защитил кандидатскую диссертацию на тему «Исследование когерентных свойств импульсного лазера на красителе и использование его в голографии и голографической интерферометрии».
В 1976 году создал научную группу «Когерентно-оптических исследований медико-биологических систем» в НИИ неврологии, нейрохирургии и физиотерапии г. Минска (с 2005 года РНПЦ неврологии и нейрохирургии) и руководил ею более двадцати лет.
В 1976 году была записана первая отражательная голограмма в Белоруссии «Крестьянин, пьющий из ковша», фарфор завода Гарднера XVIII век.
В 1976 −1983 гг. читал лекции по спецкурсам «Оптическая голография» и «Голографическая интерферометрия и микроскопия» на физическом факультете (кафедра спектроскопии и квантовой электроники) БГУ с целью обучения и подготовки кадров в области голографии.
В 1978 году Танин Л. В. провел в Минске Первую Всесоюзную выставку голографии[2]. Выставка имела огромный успех, поэтому Танину было поручено представлять советскую голографию за границей, и он участвовал в организации и проведении выставок советской голографии «Голография в СССР» в Европе: в Австрии (1981 г.), Югославии (1984 г.), Германии (1986 г.), Италии (1987 г.) и других странах.
В 1978 году Таниным Л. В. была предложена основная идея изобретения «Способы формирования изображений».
В 1979 году впервые в СССР была разработана технология серийного производства отражательных голограмм[3], внедренная на БелОМО, и выдано свидетельство Патентным ведомством СССР на первый промышленный образец на голографической основе.
В 1980 году состоялся первый крупносерийный выпуск голограмм «Олимпийский голографический знак», произведенный к XX Олимпийским играм и удостоенный диплома Почета и золотой медали ВДНХ СССР .
В 1980 году получил свой первый патент «Способ измерения пространственной когерентности источников света и устройство для его осуществления».
В 1980- 1998 гг. являлся научным руководителем 12 научных проектов Государственных программ «Белоптика», «Квант», «Фотоника» и др., связанных с разработкой и использованием голографических и спекл-оптических методов, устройств и приборов (когерометр, голографический микроскоп, голографический кардиограф, лазерный спеклометр).
В 1981 году завершил написание докторской диссертации на тему «Резонансные голографические и спекл-оптические исследования фазовых, диффузных и зеркальных объектов». Однако возможность защитить докторскую диссертацию Леонид Танин получил лишь в 2014 году. А в 2015 диссертация была признана Высшей аттестационной комиссией РБ лучшей в номинации «Естественные науки».
В 1983 году получен патент «Способы формирования изображений», на котором основывается получение комбинированных объемных и плоских изображений, реализованных в создании юниграмм, кодограмм, кристаллограмм, комбиграмм.
В 1988 году Таниным Л. В. было создано наукоемкое высокотехнологичное голографическое предприятие ООО «Магия Света».
В 1990 году ведущий научный сотрудник Института физики АН БССР.
В 1991 году по приглашению министра финансов штата Нью-Джерси (США) Клифа Голдмана Танин Л. В. представлял в США коммерческую голографию от ведущих голографических направлений в СССР, развиваемых в Ленинграде, Москве, Киеве, Минске, Тбилиси, Новосибирске и др.(рекомендательное письмо в США Танину Л. В. от создателя отражательной голографии, лауреата Ленинской и Государственной премий СССР, академика Российской академии наук Ю. Н. Денисюка).
В 1993 году избран председателем Белорусского общества «Biomedical Optics» в рамках Белорусского отделения SPIE — Society of Photo-Optical Instrument Engineers (USA).
В 1998 году Танин Л. В. привлек инвестиции швейцарской компании для создания высотехнологичного современного голографического предприятия ЗАО «ГОЛОГРАФИЧЕСКАЯ ИНДУСТРИЯ», где по настоящее время работает главным советником.
В 2000 году избран академиком Международной инженерной академии (МИА, Россия).
С 2004 года Танин Л. В. руководит секцией № 1 «Научно-технические разработки в области защитной голографии» Международной конференции «ГолоЭкспо». Является заместителем председателя Программного комитета данной конференции по настоящее время.
В 2008 году записана крупноформатная голограмма Креста Евфросинии Полоцкой[5], одну из которых передали в дар Святейшему Патриарху Московскому и всея Руси Алексию II во время его визита в Республику Беларусь по случаю празднования 1020-летия Крещения Руси. Сегодня коллекция православных святынь и памятников зодчества насчитывает более 100 голограмм.
В 2011 году по инициативе Танина Л. В. в Минске была проведена 8-я Международная конференция «ГолоЭкспо-2011», на которой собрались известнейшие ученые и ведущие специалисты в области голографии практически со всего мира. Танин Л. В. являлся председателем Организационного комитета конференции и выставки.
В 2011 была организована и проведена белорусскими компаниями ООО «Магия света» и ЗАО «ГОЛОГРАФИЧЕСКАЯ ИНДУСТРИЯ» Первая Всемирная выставка художественных голограмм «Голография-2011», в которой было представлено 150 голограмм из 20 стран мира (Австралия, Белоруссия, Великобритания, Израиль, Иран, Канада, Литва, Португалия, Россия, Румыния, США, Турция, Украина, Франция и др.). Выставку посетило свыше 100 000 человек.
В 2012 году по инициативе и приглашению правительства Казахстана была организована и проведена Вторая Всемирная выставка голограмм в столице Астане «Голография-2012. Республика Казахстан».
В июле 2012 года — выставка художественных голограмм «Голография-2012. Витебск», приуроченная к Международному фестивалю «Славянский базар в Витебске».
В 2013 году — выставка «Голография −2013. Гомель» во дворце Румянцевых-Паскевичей — главной достопримечательности города, памятнике архитектуры XVIII—XIX веков.
В 2014 году в Национальном историческом музее РБ организована и проведена выставка художественных голограмм «Голография-2014. Минск», специально приуроченная к Чемпионату мира по хоккею 2014 г.
В 2014 году — выставка художественных голограмм «Голография-2014. Гродно» в государственном историко-археологическом музее.
В 2014 году при поддержке Министерства культуры РБ была выполнена запись крупноформатной голограммы «Слуцкий пояс» из коллекции Национального исторического музея.
В 2015 году предложил и реализовал новую форму обучения — выставка-семинар художественных голограмм в Жодино «Молодёжь и наука: через сотрудничество и образование к новым открытиям и победам». Л. В. Танин и ряд ведущих ученых и специалистов Белоруссии прочли лекции и провели семинары по основным направлениям современной науки и техники.
В 2016 году — запись крупноформатной голограммы (60х90 см) памятника Святейшему Патриарху Московскому и всея Руси Алексию II.
В 2017 году с участием Танина Л. В.  отделом по науке и инновационной деятельности ЗАО «ГОЛОГРАФИЧЕСКАЯ ИНДУСТРИЯ» создано новое поколение контрольных (идентификационных) знаков на основе кристаллограммы.
С 22 февраля по 31 августа 2018 года в юбилейный год 30-летия ООО «Магии света» и 20-летия ЗАО «ГОЛОГРАФИЧЕСКАЯ ИНДУСТРИЯ» в Национальной библиотеке Беларуси была организована и проведена выставка голограмм «Просвещение. Познание. Прогресс». В рамках выставки были представлены лучшие работы, созданные специалистами данных предприятий в области художественной и защитной голографии за все годы деятельности.
В ноябре 2018 года в Минске была проведена конференция «The Holography Conference» Международной Ассоциации Производителей Голограмм (IHMA, UK), посвященная современной голографии, её прикладным и теоретическим аспектам. На конференции представлен международному сообществу доклад Танина Л. В. об этапах развития защитной голографии в Республике Беларусь. Леониду Викторовичу была вручена награда Международной ассоциации производителей голограмм IHMA в номинации «Превосходство в голографии — за достижения всей профессиональной жизни» (более 50 лет).

## Общественная деятельность
Леонид Викторович Танин являлся членом Экспертно-консультативного совета по проблемам национальной безопасности при Председателе Государственной Думы Российской Федерации, а также членом Научно-консультативного совета при Постоянной комиссии Совета Республики Национального собрания Республики Беларусь по международным вопросам и национальной безопасности.
Л. В. Танин входит в состав коллегии национальных экспертов стран СНГ научно-технической ассоциации «Оптика и лазеры» по лазерам и лазерным технологиям от Белоруссии, является заместителем председателя программного комитета международной конференции по голографии и прикладным оптическим технологиям HOLOEXPO и с 2004 года руководит секцией №1 "Научно-технические разработки в области защитной голографии" Международной конференции HOLOEXPO.
В марте 2021 года избран Членом Совета Президентов Международной инженерной академии.

## Научная деятельность
Одним из важных результатов деятельности Танина Л.В. является заключение первого в Республике Беларусь лицензионного соглашения по передаче патентных прав фирме «Samsung Electronics Corporation» (Южная Корея) на запатентованое им с соавторами в США крупное изобретение «Способы формирования изображений» (зарегистрировано в Патентном ведомстве Республики Беларусь под № 93-10007).
С 2003 по 2007 годы, являлся председателем научно-технического Совета и научным руководителем Государственных научно-технических программ Комитета по науке и технологиям при Совете министров Республики Беларусь (шифр «Идентификация и Защита документов»), связанных с разработкой и внедрением новых голографических защитных технологий.
Читал лекции в ведущих университетах и научных центрах мира. За последние годы он представил более 40 докладов на международных конференциях и симпозиумах, прочитал курсы лекций в ведущих университетах и научных центрах мира.
Таниным Л. В. создана уникальная научная школа, объединяющая исследователей и производственников. Под его руководством и консультировании выполнены и защищены 4 кандидатские диссертации.

## Награды
- Юбилейная медаль «150-летие Ленинградского Государственного университета» за успешную учёбу на физическом факультете Ленинградского государственного университета (1969 г.).
- Нагрудный знак «Изобретатель СССР» (1981 г.).
- Золотая медаль ВДНХ СССР — за промышленный образец, изготовленный с использованием «Способа формирования голографических изображений», запатентованный в США, Франции, Германии, Чехии, Болгарии, России (1980 г.).
- Номинант премии Совета Министров СССР 1988 года «Разработка технических средств и методов получения крупноформатных художественных голограмм с целью пропаганды достижения советской науки и техники и широкого показа голографических копий произведений искусства и памятников культуры». Работа была выдвинута в 1987 году Государственным ордена Ленина и ордена Октябрьской революции Оптическим институтом им. С. И. Вавилова (г. Ленинград).
- Удостоен Гранта Международного физического общества (Вашингтон, США) — за работы в области лазерной физики и приборостроения (1993 г.).
- Номинант премии Чарльза Старка Драпера Национальной инженерной академии (США, Вашингтон,) по голографии и голографической интерферометрии, выдвинутый профессором Мишелем Гросманом, президентом Европейской ассоциации фотоники (г. Страсбург, Франция); профессором Гердом фон Балли, университет города Мюнстера (ФРГ); профессором Джоном Колфилдом, университет штата Алабама (США); профессором, академиком НАН Беларуси А. С. Рубановым (1999 г.).
- Почетное звание «Выдающийся инженер XX века»[4] за признанный выдающийся вклад в развитие науки, техники и технологий, а также за укрепление международного инженерного сообщества (2000 г.).
- Золотая медаль Международной инженерной академии «За заслуги в развитие науки и техники»[5]. (2010 г.).
- Медаль основоположника голографии — академика РАН Ю. Н. Денисюка[6] «За выдающиеся достижения в области голографии» (2011 г.).
- Лауреат Первой премии имени Ю. И. Островского «За лучшие научные работы в области оптической голографии и интерферометрии»[7].
- Орден Белорусской православной церкви Святителя Кирилла Туровского II степени за усердные труды во славу Церкви Божией (2012г), I степени (2022 г.).
- Орден «Инженерной славы» — высшая награда Международной инженерной академии — за выдающиеся заслуги перед Международным научным и инженерным сообществом (2012 г.).
- Победитель конкурсного проекта телевизионного канала ОНТ «Гордость нации» (2012 г.).
- Юбилейная медаль «В честь 80-летия Национальной академии наук Беларуси» (2013 г.).
- Лауреат Государственной премии Республики Беларусь в области науки и техники — за работу «Разработка и широкомасштабное внедрение национальных средств защиты документов, ценных бумаг и особо ценных объектов на основе голографических методов» (2013 г.).
- Орден «Верность и вера» — за особый вклад в дело духовно-нравственного возрождения общества (2014 г.).
- Номинант премии династии Тан по биомедицине (биомедицинской оптике), выдвинутый Международной инженерной академией (2014 г.).
- Лауреат Спецпремии Президента Республики Беларусь — за значимый вклад в сохранение национальных культурных традиций и создание визуальных образов православных святынь с помощью голографических технологий (2015 г.).
- Почетное звание «Минчанин года» в области высшего образования и науки за высокие достижения в труде, особый личный вклад в социально-экономическое и культурное развитие г. Минска по результатам работы за 2014/2015 год.
- Орден Креста Преподобной Евфросинии Полоцкой[8], наивысшая награда Белорусского экзархата Московского патриархата за заслуги перед православной церковью (2017 г.).
- Орден Почета — за высокие достижения в производственной, научно-исследовательской деятельности, большой личный вклад в научные разработки в области голографии и в выполнение государственных программ в сфере защитных технологий Республики Беларусь (2017 г.).
- Большая золотая медаль «Инженерная слава» Национальной инженерной академии Казахстана — за выдающийся вклад в развитие науки международного сотрудничества и инженерного дела (2017 г.).
- Почетный гражданин города Жодино (решение Жодинского городского Совета депутатов от 29 июня 2018 года № 18).
- Лауреат Премии «Национальное величие» в номинации «Надежный партнер»(29.11.2019 г.).
- Удостоен высшей награды ВОИС (Всемирной организации интеллектуальной собственности, штаб-квартира в Женеве, Швейцарии) золотая медаль "За изобретательство" — за вклад в области биомедицинской оптики, спекл-оптики, голографической интерферометрии (голографического оконтуривания рельефа поверхности, защитной голографии (оптического кодирования информации, идентификации), художественной голографии (способы формирования изоброжений) и т.д. (11.12.2019 г.).
- Почетное звание «Заслуженный изобретатель Республики Беларусь» (Указ Президента Республики Беларусь от 08.01.2020 г.).
- Награда Международной ассоциации производителей голограмм (IHMA) в номинации "Превосходство в голографии "- за достижения всей профессиональной жизни (2020 г.)
- Вялiкi медаль Нацыянальнай акадэмii навук Беларусi «За выдатныя заслугi перад Айчыннай навукай» (2022 г.)
- Золотая медаль им. В.И. Блинникова "За вклад в изобретательское и патентное дело"  (Евразийская патентная федерация 2024 г.)
- Почетный гражданин Первомайского района города Минска за особые заслуги, выдающиеся достижения и высокое профессиональное мастерство в области оптики (2024 г.)

Награды Международного Оптического общества им. Д. С. Рождественского:
Медаль имени С. И. Вавилова за многолетнюю и плодотворную деятельность в области голографических технологий (2017 г.).
Медаль С. Э. Фриша за выдающиеся заслуги в области лазерной физики, оптической голографии, биомедицинской и резонансной оптики (2018г).
Медаль Д. С. Рождественского за выдающийся вклад в развитие динамической резонансной голографии — запись динамических голограмм в новом классе регистрирующих сред — газообразных, в частности в парах атомарного натрия (2018 г.).

## Публикации
Леонид Танин — автор 300 научных статей и работ, 76 патентов и свидетельств, в том числе в СССР, США, Франции, Германии, Чехии, Болгарии, Литвы, России, Белоруссии, а также автор и соавтор четырёх монографий и двух учебных пособий.
Список монографий:
1. Танин Л. В., Нечипуренко Н. И., Василевская Л. А., Недзьведь Г. К., Ровдо С. Е., Танин А. Л. Лазерная гемотерапия в лечении заболеваний периферической нервной системы.//Под редакцией Нечипуренко Н. И. и Танина Л. В../ Минск, 2004.-146с.
2. Танин Л. В., Танин А. Л. Когерентная и биомедицинская оптика. Теория и практика. Минск, 2007. Издатель Вараксин А. Н., 2007.- 389с.
3. Танин Л. В. и др. Экономические механизмы управления предприятием. Книга 3 //Под ред.: Андреева Г. И., Тихомирова В. А.. / М.: «Финансы и статистика», 2008.- 368с.
4. Танин Л. В., Танин А. Л. Биомедицинская и резонансная оптика: теория и практика. Мн.: «Беларуская навука», 2011.- 685с.
5. Leonid V. Tanin, Andrei L. Tanin. Biomedical and Resonance Optics. Theory and practice. Springer International Publishing, 2021.- 518 p.

Список учебных пособий:
1. Танин Л. В., Кембровский Г. С., Шепелевич В. Г.. Физика в задачах и вопросах. Мн.: «Универсал Пресс», 2004.-409с.
2. Танин Л. В., Кембровский Г. С., Стрельченя В. М., Шепелевич В. Г. Физика. Курс интенсивной подготовки к тестированию и экзамену. Мн.:"Тетралит",2014.-463с.